# تشارلز إدوارد هوكينز
تشارلز إدوارد هوكينز (بالإنجليزية: Charles Edward Hawkins)‏ هو ضابط أمريكي، ولد في 1802 في نيويورك في الولايات المتحدة، وتوفي في 11 فبراير 1837 في نيو أورلينز في الولايات المتحدة بسبب جدري.